# Slavko Kvaternik
Slavko Kvaternik est un officier yougoslave d'origine croate, né le 25 août 1878 à Moravice et exécuté à l'issue de son procès le 7 juin 1947 à Zagreb, membre du gouvernement de l'État indépendant de Croatie durant la Seconde Guerre mondiale.

## Biographie
Il sert dans les forces armées austro-hongroises durant la Première Guerre mondiale, puis dans l'armée royale yougoslave après l'indépendance du royaume des Serbes, Croates et Slovènes. 
En 1930, il fait partie des fondateurs du mouvement des Oustachis. Après l'invasion de la Yougoslavie par les forces de l'Axe durant la Seconde Guerre mondiale, il proclame l'indépendance de l'État indépendant de Croatie le 10 avril 1941. 
En sa qualité de ministre des Forces armées au sein du gouvernement d'Ante Pavelić jusqu'en janvier 1943, il joue un rôle important dans les crimes commis par cet État. Son fils Dido Kvaternik y participe également. Capturé par l'armée américaine après la fin du conflit, Slavko Kvaternik est exécuté à Zagreb en 1947.